# 고병일
고병일(1997년 6월 10일 ~ )은 대한민국의 축구 선수이며 포지션은 센터백이다.